# Championnat de Suède féminin de hockey sur glace
La Svenska damhockeyligan ou SDHL (Ligue féminine de hockey sur glace suédoise) est le nom du championnat élite féminin de Suède en hockey sur glace, organisé par la Svenska Ishockeyförbundet. Le championnat s'est appelé Division 1 de sa création en 1987 jusqu'en 2007, puis Riksserien jusqu'en 2016.

## Historique
Créé en 1987, il portait jusqu'en 2007 le nom de Division 1. Il comptait alors un nombre variable d'équipes réparties dans plusieurs poules régionales, suivies de séries éliminatoires. Au cours de la saison 2007-2008, les meilleures équipes de Division 1 se qualifient pour la Riksserien qui devient le nouveau championnat élite, la Division 1 devenant alors le second échelon du hockey féminin en Suède.

## Format
Les dix équipes engagées sont rassemblées au sein d'une poule unique. Elles affrontent chaque adversaire à quatre reprises, deux fois à domicile et deux fois à l'extérieur.
Les équipes classées de la première à la huitième positions sont qualifiées pour les séries éliminatoires qui se joue au meilleur des trois matchs. Les demi-finales et la finale se jouent au meilleur des cinq matchs .
Les équipes classées neuvième et dixième jouent le maintien en élite pour la saison suivante.

## Équipes actuelles
En 2019-2020, la ligue est composée de 10 équipes 
- AIK IF
- Brynäs IF
- Djurgårdens IF
- Göteborg HC
- HV 71
- Leksands IF
- Linköpings HC
- MODO Hockey
- SDE HF

### Anciennes équipes
- Alvesta SK
- Brynäs IF
- FoC Farsta
- IF Sundsvall Hockey
- Limhamn Limeburners HC
- Luleå HF
- M/B Hockey
- Munksund-Skuthamns SK
- Nacka HK
- Örebro HK
- Segeltorps IF
- Vallentuna BK
- Västerhaninge IF
- Veddige HK

## Palmarès
| Saison     | Champion                                        | Finaliste                                       | Résultat                                        | Troisième                                       |
| ---------- | ----------------------------------------------- | ----------------------------------------------- | ----------------------------------------------- | ----------------------------------------------- |
| Division 1 |                                                 |                                                 |                                                 |                                                 |
| 1987-1988  | Nacka HK                                        | FoC Farsta                                      | 11-0                                            | MODO Hockey                                     |
| 1988-1989  | Nacka HK                                        | MODO Hockey                                     | 3-2                                             | Alvesta SK                                      |
| 1989-1990  | Nacka HK                                        | Alvesta SK                                      | 7-0                                             | FoC Farsta                                      |
| 1990-1991  | Nacka HK                                        | Alvesta SK                                      | 9-0                                             | FoC Farsta                                      |
| 1991-1992  | Nacka HK                                        | FoC Farsta                                      | 3-1                                             | Brynäs IF                                       |
| 1992-1993  | Nacka HK                                        | FoC Farsta                                      | 4-3                                             | Vallentuna BK                                   |
| 1993-1994  | Nacka HK                                        | FoC Farsta                                      | 3-0                                             | Brynäs IF                                       |
| 1994-1995  | Foc Farsta                                      | Nacka HK                                        | 5-1                                             | Västerhaninge IF                                |
| 1995-9996  | Nacka HK                                        | FoC Farsta                                      | 6-5                                             | Västerhaninge IF                                |
| 1996-1997  | Foc Farsta                                      | Västerhaninge IF                                | 4-3 (Pr)                                        | Nacka HK                                        |
| 1997-1998  | Nacka HK                                        | FoC Farsta                                      | 3-0                                             | Veddige HK                                      |
| 1998-1999  | M/B Hockey                                      | AIK IF                                          | 8-1                                             | MODO Hockey                                     |
| 1999-2000  | M/B Hockey                                      | AIK IF                                          | 4-3 (Fus)                                       | Veddige HK                                      |
| 2000-2001  | M/B Hockey                                      | AIK IF                                          | 6-3                                             | MODO Hockey                                     |
| 2001-2002  | M/B Hockey                                      | MODO Hockey                                     | 9-1                                             | AIK IF                                          |
| 2002-2003  | M/B Hockey                                      | AIK IF                                          | 7-3                                             | MODO Hockey                                     |
| 2003-2004  | AIK IF                                          | Limhamn Limeburners HC                          | 5-2                                             | M/B Hockey                                      |
| 2004-2005  | M/B Hockey                                      | AIK IF                                          | 4-3                                             | MODO Hockey                                     |
| 2005-2006  | M/B Hockey                                      | MODO Hockey                                     | 2-1                                             | Örebro HK                                       |
| 2006-2007  | AIK IF                                          | Segeltorps IF                                   | 2-1 (Pr)                                        | MODO Hockey                                     |
| Riksserien |                                                 |                                                 |                                                 |                                                 |
| 2007-2008  | Segeltorps IF                                   | AIK IF                                          | 5-2                                             | MODO Hockey                                     |
| 2008-2009  | AIK IF                                          | Segeltorps IF                                   | 5-0                                             | MODO Hockey                                     |
| 2009-2010  | Segeltorps IF                                   | Brynäs IF                                       | 6-0                                             | MODO Hockey                                     |
| 2010-2011  | Segeltorps IF                                   | Brynäs IF                                       | 2-1 (Pr)                                        | Linköpings HC                                   |
| 2011-2012  | MODO Hockey                                     | Brynäs IF                                       | 1-0                                             | Non décerné                                     |
| 2012-2013  | AIK IF                                          | Brynäs IF                                       | 2-1                                             | Non décerné                                     |
| 2013-2014  | Linköpings HC                                   | MODO Hockey                                     | 3-2 (Pr)                                        | Non décerné                                     |
| 2014-2015  | Linköpings HC                                   | AIK IF                                          | 5-0                                             | Non décerné                                     |
| 2015-2016  | Luleå HF                                        | Linköpings HC                                   | 4-1                                             | Non décerné                                     |
| SDHL       |                                                 |                                                 |                                                 |                                                 |
| 2016-2017  | Djurgårdens IF                                  | HV71                                            | 2-0                                             | Non décerné                                     |
| 2017-2018  | Luleå HF                                        | Linköpings HC                                   | 2-0                                             | Non décerné                                     |
| 2018-2019  | Luleå HF                                        | Linköpings HC                                   | 3-2                                             | Non décerné                                     |
| 2019-2020  | Séries annulées à cause la Pandémie de Covid-19 | Séries annulées à cause la Pandémie de Covid-19 | Séries annulées à cause la Pandémie de Covid-19 | Séries annulées à cause la Pandémie de Covid-19 |

| Clt. | Club                   | Médaille d'or | Médaille d'argent | Médaille de bronze | total |
| ---- | ---------------------- | ------------- | ----------------- | ------------------ | ----- |
| 1    | Nacka HK               | 9             | 1                 | 0                  | 10    |
| 2    | M/B Hockey             | 7             | 0                 | 1                  | 8     |
| 3    | AIK IF                 | 4             | 5                 | 1                  | 10    |
| 4    | Segeltorps IF          | 3             | 2                 | 0                  | 5     |
| 5    | FoC Farsta             | 2             | 6                 | 2                  | 10    |
| 6    | MODO Hockey            | 1             | 1                 | 9                  | 14    |
| 7    | Linköpings HC          | 2             | 0                 | 1                  | 3     |
| 8    | Brynäs IF              | 0             | 4                 | 2                  | 6     |
| 9    | Alvesta SK             | 0             | 2                 | 1                  | 3     |
| 10   | Västerhaninge IF       | 0             | 1                 | 2                  | 3     |
| 11   | Limhamn Limeburners HC | 0             | 1                 | 0                  | 1     |
| 12   | Veddige HK             | 0             | 0                 | 2                  | 2     |
| 13   | Vallentuna BK          | 0             | 0                 | 1                  | 1     |
| 14   | Örebro HK              | 0             | 0                 | 1                  | 1     |
| 15   | Luleå HF               | 3             | 0                 | 0                  | 3     |
| 16   | Djurgårdens IF         | 1             | 0                 | 0                  | 1     |

## Årets hockeytjej
Depuis 2004, l'Årets hockeytjej est remis à la meilleure joueuse suédoise de la saison, qu'elle évolue en Suède ou non .
| Saison    | Joueuse            | Équipe                                 |
| --------- | ------------------ | -------------------------------------- |
| 2003-2004 | Kim Martin         | AIK IF (Riksserien)                    |
| 2004-2005 | Maria Rooth        | Mälarhöjen/Bredäng Hockey (Riksserien) |
| 2005-2006 | Erika Holst        | Mälarhöjen/Bredäng Hockey (Riksserien) |
| 2006-2007 | Gunilla Andersson  | Segeltorps IF (Riksserien)             |
| 2007-2008 | Danijela Rundqvist | AIK IF (Riksserien)                    |
| 2008-2009 | Elin Holmlöv       | Bulldogs de Minnesota-Duluth (NCAA)    |
| 2009-2010 | Pernilla Winberg   | Segeltorps IF (Riksserien)             |
| 2010-2011 | Linnéa Bäckman     | AIK IF (Riksserien)                    |
| 2011-2012 | Elin Holmlöv       | HK Tornado (Russie)                    |
| 2012-2013 | Johanna Olofsson   | MODO Hockey (Riksserien)               |
| 2013-2014 | Jenni Asserholt    | Linköpings HC (Riksserien)             |
| 2014-2015 | Emilia Andersson   | Linköpings HC (Riksserien)             |
| 2015-2016 | Emma Eliasson      | Luleå HF (Riksserien)                  |
| 2016-2017 | Lisa Johansson     | AIK IF (SDHL) (Riksserien)             |
| 2017-2018 | Emma Nordin        | Luleå HF (SDHL)                        |
| 2018-2019 | Emma Nordin        | Luleå HF (SDHL)                        |
| 2019-2020 |                    |                                        |